# Lista de nós e amarras
Esta é uma lista de nós e amarra. Para uma lista de nós no sentido matemático, veja lista de nós (matemática).
A
- Nó de ajuste
- Nó albright
- Nó americano
- Nó de andaime
- Nó de anzol
- Nó de arnês
- Nó aselha
- Nó autoblock

B
- Nó Bachmann
- Nó balso americano
- Nó balso pelo seio corrediço
- Nó balso pelo seio fixo
- Nó boca de lobo
- Nó borboleta
- Nó de Bowen

C
- Nó cadeirinha de bombeiro
- Nó de caminhoneiro
- Nó catau
- Nó cego
- Nó celta
- Nó de cirurgião
- Nó corrente paulista
- Nó de correr

- Nó de âncora

D
- Amarra diagonal
- Nó direito
- Nó direito alceado
- Nó de dispositivo

E
- Nó de escota
- Nó de estribo

F
- Nó fateixa
- Nó de forca
- Nó de frade

G
- Nó de gancho
- Nó de gravata
- Nó górdio

H
- Nó heráldico

K
- Nó klemheist

L
- Lais de guia
- Nó laçada corrediça

M
- Nó machard
- Nó de moleiro
- Nó de moringa

N
- Nó nove

O
- Nó em oito

P
- Amarra paralela
- Nó de Paramillo
- Nó pequeno
- Nó de pescador
- Nó de pinha do arganéu
- Nó prússico

Q
- Amarra quadrada

S
- Nó simples

T
- Amarra de tripé
- Nó torto
- Nó de trança

V
- Nó volta do barril
- Nó volta do calafate
- Volta tortor

W
- Nó de Windsor